# 特選・日本映画
『特選・日本映画』（とくせんにほんえいが）は、1990年4月3日から同年9月18日までテレビ東京系列局で放送されていた映画番組である。全21回。
その名の通り、日本映画を放送していた番組。稀に劇場用アニメを放送することもあった。放送時間は毎週火曜 19時00分 - 20時54分（日本標準時）だったが、放送作品次第では枠を拡大する場合もあった。

## 放送作品一覧
1. 乱（19:00 - 22:18）
2. あゝ野麦峠（19:00 - 21:48）
3. 姿三四郎（藤田進版）
4. やがて…春
5. 東京大空襲 ガラスのうさぎ
6. がんばれ!!タブチくん!! 激闘ペナントレース
7. 山下少年物語
8. 潮騒（山口百恵・三浦友和版）
9. 光る海
10. 泥だらけの純情（山口百恵・三浦友和版）
11. 青春の門
12. オジロの海
13. 時空の旅人
14. 青春の門 自立編
15. 二人の世界
16. がんばれ!!タブチくん!!
17. 千羽づる
18. 日本のいちばん長い日（19:00 - 21:48）
19. 走れジュリー
20. 宇宙皇子
21. がんばれ!!タブチくん!! あゝツッパリ人生

（参考：朝日新聞のラジオテレビ欄）